# Sandgerði
Sandgerði is een plaatsje in IJsland aan de westkust van het Reykjanes schiereiland. Er zijn 1546 inwoners (2013) die voornamelijk van de visvangst leven. De internationale luchthaven van IJsland, Flugstöð Leifs Eiríkssonar, ligt halverwege Keflavík en Sandgerði. De weg met nummer 429 verbindt de twee plaatsen.

## Bezienswaardigheden
In Sandgerði bevindt zich een natuurhistorisch museum, en vanuit Sandgerði worden Walvissafari's georganiseerd.

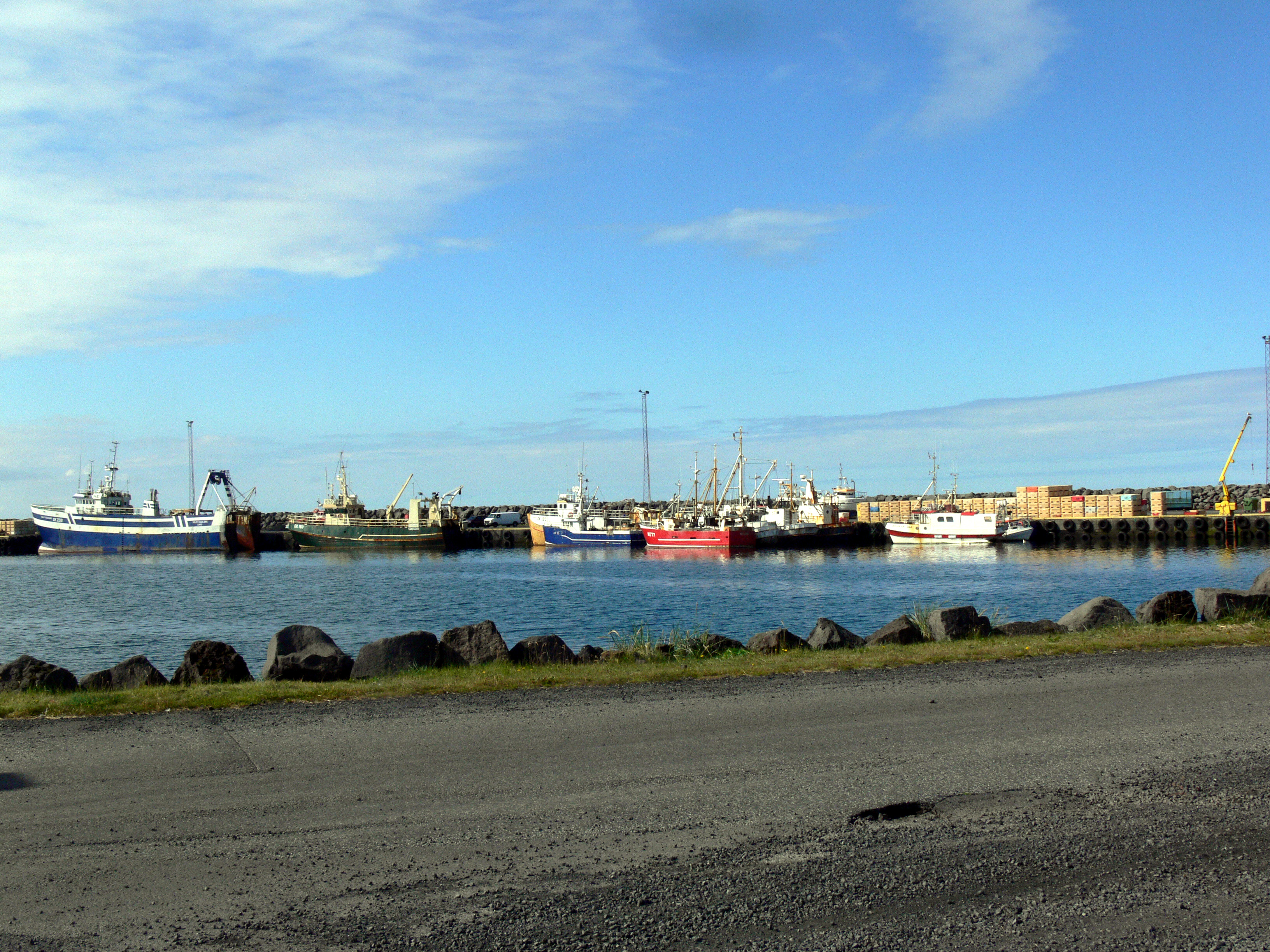
De haven van Sandgerði
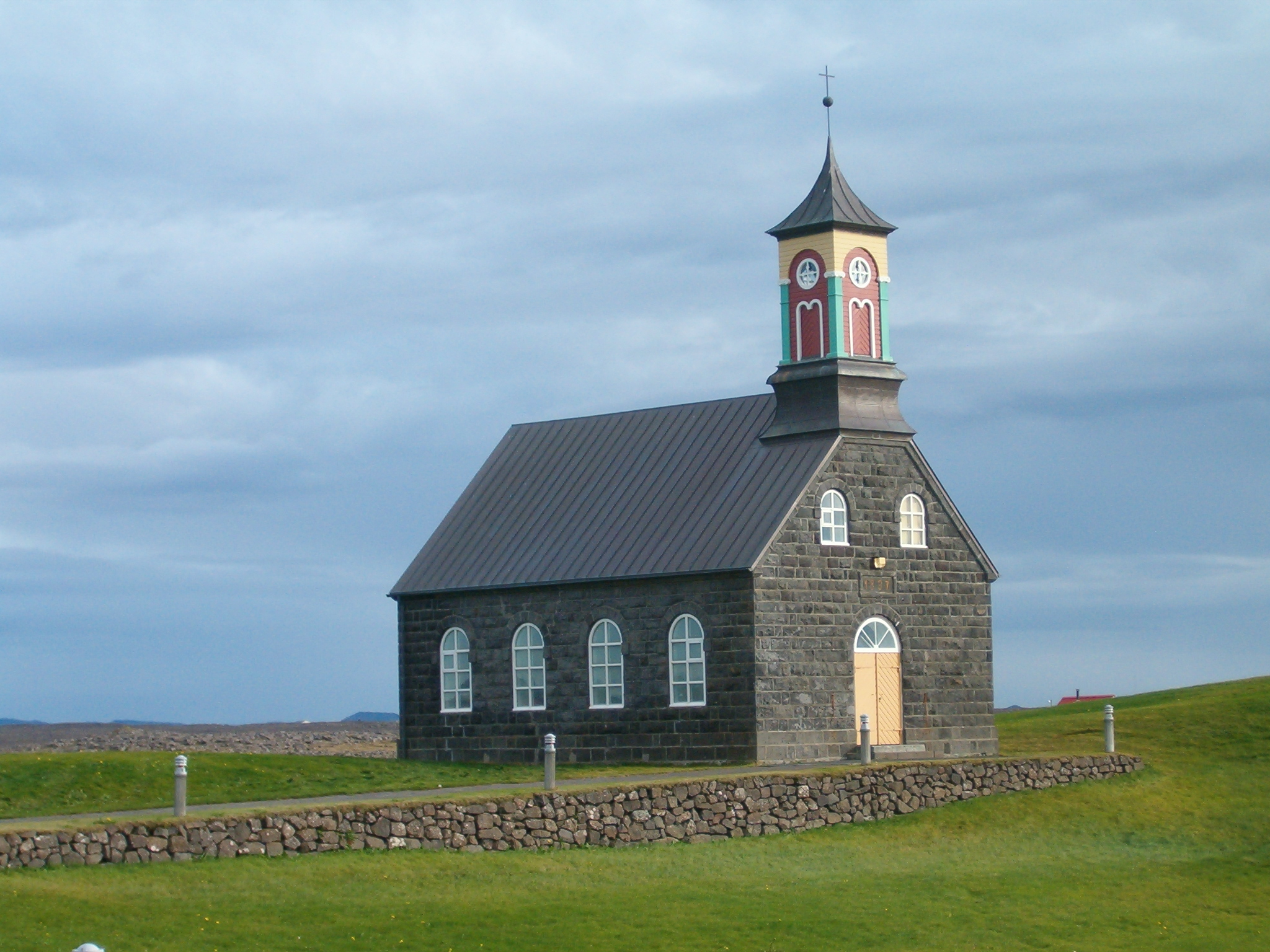
De Hvalsneskirkja

## Omgeving
Halverwege Garður en Sandgerði lag de voormalige boerderij Kirkjuból (nu een golfbaan) waar in 1551 wraak werd genomen op afgezanten van de Deense koning voor de moord op bisschop Jón Arason bij Skálholt.
Ongeveer 5 kilometer ten zuiden van Sandgerði staat de bij de IJslanders zeer bekende Hvalsneskirkja, een stenen kerkje uit 1887. De bekende IJslandse dichter en schrijver van geestelijke werken Hallgrímur Pétursson, naar wie de Hallgrímskirkja is genoemd, was hier priester van 1644 tot 1651.

## Geboren
- Sveindís Jane Jónsdóttir (2001), voetbalster